# Генерал-капитан (ВВС Испании)
Генерал-капитан Военно-воздушных сил (исп. Capitán General del Ejército del Aire) — высшее воинское звание в Военно-воздушных силах Испании. Соответствует званию «Генерал-капитан СВ» в СВ Испании и званию «Генерал-капитан ВМС» в ВМС Испании. Является «пятизвёздным» званием (по применяемой в НАТО кодировке — OF-10).

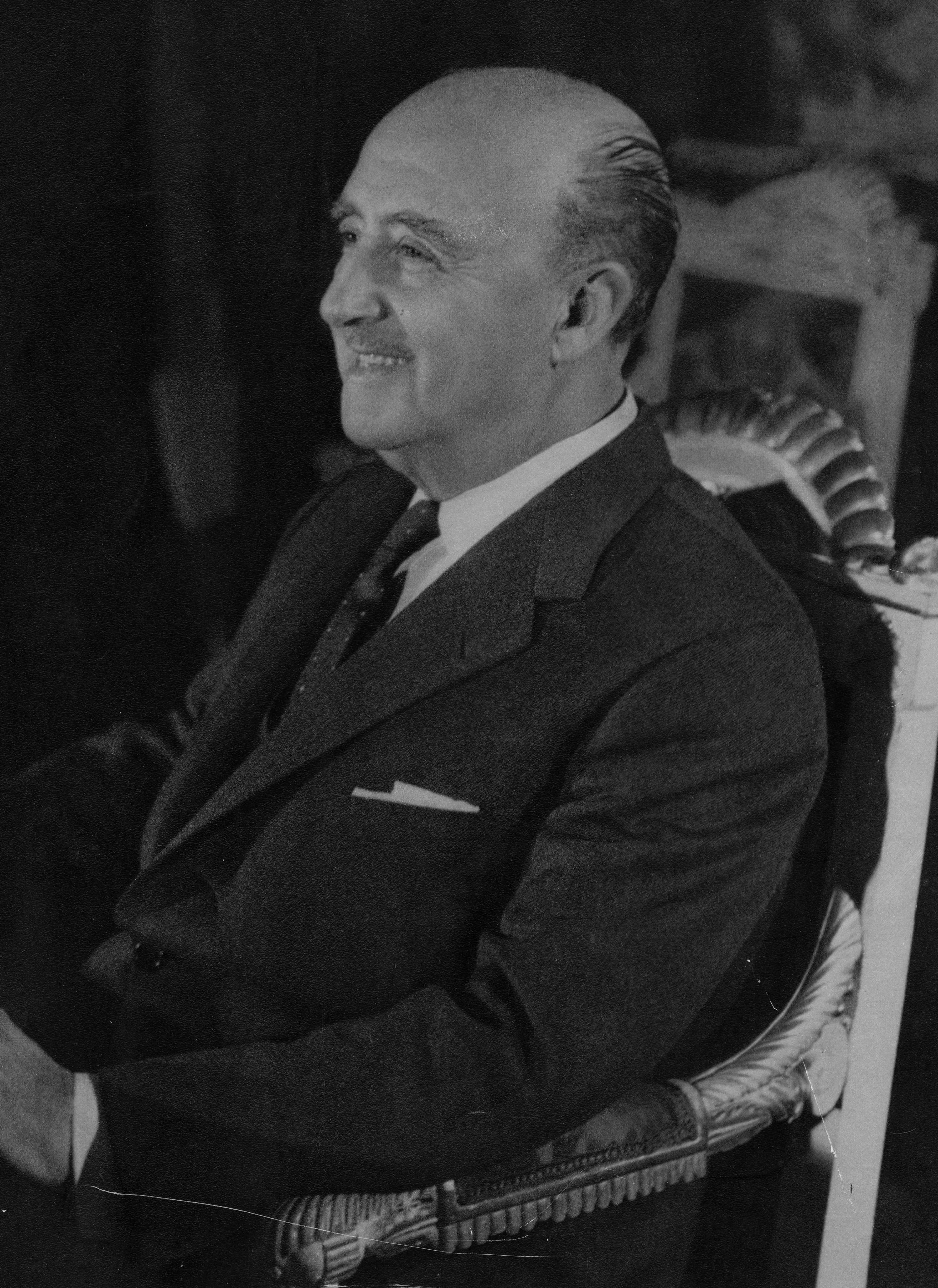
Франсиско Франко — один из носителей данного звания (1939 год)

Следует за званием «Воздушный генерал» и является высшим званием для военнослужащих Военно-воздушных сил.

## История
Нынешние Военно-воздушные силы Испании как отдельный вид Вооруженных сил Испании были официально созданы 7 октября 1939 года, после Гражданской войны в Испании. В тот же день Франсиско Франко как Глава Испанского государства и Верховный Главнокомандующий назвал себя 1-м генерал-капитаном военно-воздушных сил. В дальнейшем это звание было закреплено за правящим монархом как за Главнокомандующим. Генерал Анхель Салас Ларразабаль, лётчик-истребитель, был единственным, кому данное звание было присвоено в качестве почётного. Почётные присвоения официально прекратились в 1999 году.

## Знаки различия
Знаки различия генерал-капитана выглядят следующим образом: два скрещённых маршальских жезла, на которые наложены пять четырёхконечных звёздочек, чуть выше располагается Королевская корона, а ниже — золотая вышивка.

## Носители звания
| № | Имя                      | Портрет | Годы жизни | Дата присвоения звания | Прим. |
| - | ------------------------ | ------- | ---------- | ---------------------- | ----- |
| 1 | Франсиско Франко         |         | 1892—1975  | 7 октября 1939         | [ 3 ] |
| 2 | Хуан Карлос I            |         | род. 1938  | 20 ноября 1975         | [ 5 ] |
| 3 | Анхель Салас Ларразабаль |         | 1906—1994  | 26 апреля 1991         | [ 4 ] |
| 4 | Филипп VI                |         | род. 1968  | 19 июня 2014           | [ 6 ] |

## Галерея

Погон
Штандарт